# Trochosa punctipes
Trochosa punctipes är en spindelart som först beskrevs av Gravely 1924.  Trochosa punctipes ingår i släktet Trochosa och familjen vargspindlar. Inga underarter finns listade i Catalogue of Life.